# Francesco Maria da Camporosso

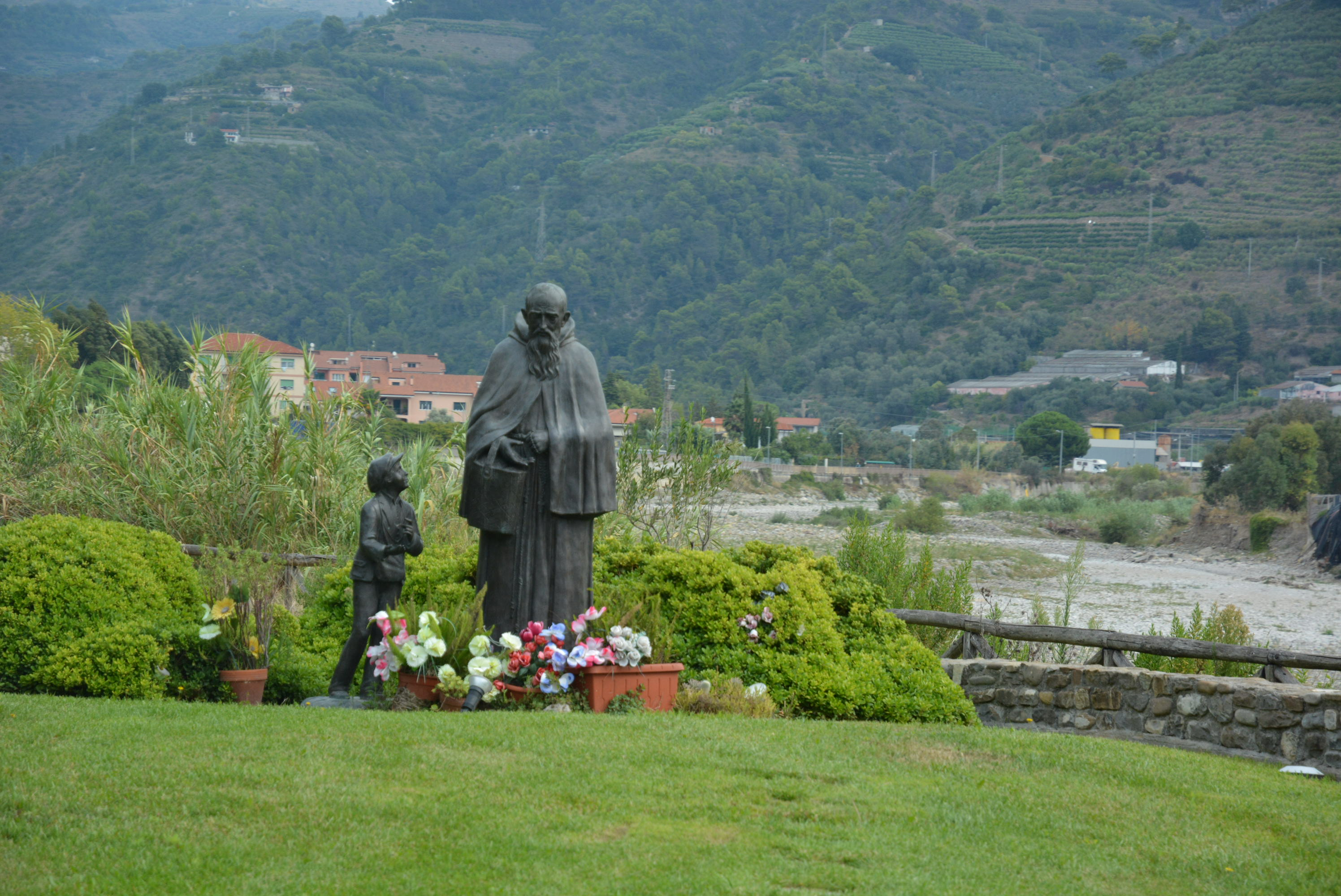
Estátua de Francesco Maria da Camporosso no Corso della Repubblica

Francesco Maria da Camporosso (27 de dezembro de 1804 - 17 de setembro de 1866) - nascido Giovanni Croese - foi um italiano católico romano religioso professo da Ordem dos Frades Menores Capuchinhos. Croese tornou-se um mendigo em Gênova, onde buscava esmolas das pessoas e foi a princípio questionado e agredido antes que sua reputação de santidade pessoal se espalhasse, o que levou as pessoas a virem vê-lo.
A causa de sua santidade começou em 9 de agosto de 1896 sob o Papa Leão XIII, enquanto o Papa Pio XI o intitulou Venerável em 18 de dezembro de 1922 e posteriormente o beatificou em 30 de junho de 1929. O Papa João XXIII o canonizou como santo em 9 de dezembro de 1962 dentro da Basílica de São Pedro.

## Vida
Giovanni Croese nasceu em 27 de dezembro de 1804 em Camporosso, filho de Anselmo Croese e Maria Antonia Garza, e foi batizado em 29 de dezembro na igreja paroquial local. Na infância, ajudou o pai no trabalho da fazenda. Ele recebeu sua primeira comunhão em 1816 na festa de Corpus Christi.
Em 14 de outubro de 1822, ele se aproximou da Ordem dos Frades Menores Capuchinhos como postulante e no outono de 1824 em Voltri assumiu um novo nome para si. Em 1825 entrou no noviciado com a ordem no convento de São Barnabé nas colinas de Gênova. Ele entrou e disse: "Vim ao convento para ser o seu animal de carga"; iniciou o noviciado em 7 de dezembro de 1825. Croese adquiriu o hábito em 17 de dezembro de 1825. Em 1826 - depois do noviciado - foi mandado para o convento da Imaculada Conceição, perto do centro de Génova e para a zona portuária. Foi lá em 1834 que foi nomeado "quaestor" ou coletor de esmolas para aquela área e dedicou a sua vida a recolher donativos para o sustento dos frades e das suas obras de caridade; em 1840 foi feito o mendigo chefe dos frades, que também ajudava a cuidar dos outros frades que saíam mendigando. Mas, no início desta aventura, ele era frequentemente questionado e até atacado com pedras por isso e ele respondia pegando as pedras atiradas nele e beijando-as como um sinal de perdão.  O frade costumava dizer que era mais bem-aventurado em dar do que em receber, ajudando e consolando todos os necessitados, difundindo a todos o amor misericordioso e dando exemplos de virtude entre os trabalhadores e os pobres do porto. O frade passou inúmeras horas ajoelhado em solene reflexão diante da Eucaristia.
Em uma epidemia de cólera em agosto de 1866, ele ajudou as vítimas da peste, mas logo contraiu a doença e morreu pouco depois. O povo genovês o chamava - e continua a chamá-lo - de "Padre Santo" devido à sua santidade. Seus restos mortais repousam em uma capela do convento da Imaculada Conceição desde sua transferência para lá em 1911.

## Santidade

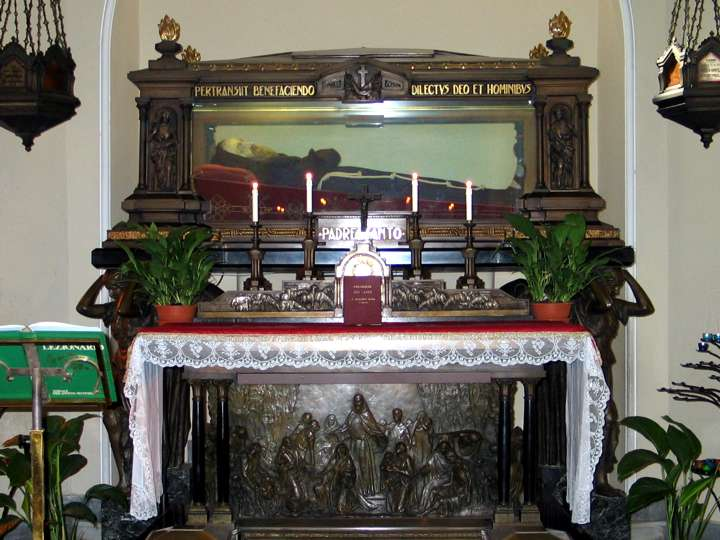
Permanece alojado na capela da Igreja da Imaculada Conceição em Génova (2006).

O processo de santidade começou sob o Papa Leão XIII em 9 de agosto de 1896, no qual o falecido frade franciscano foi nomeado Servo de Deus. O Papa Pio XI confirmou que viveu uma vida de virtudes heroicas em 18 de dezembro de 1922 e assim o nomeou Venerável, embora mais tarde aprovasse dois milagres atribuídos à sua intercessão e presidisse à sua beatificação em 30 de junho de 1929. A confirmação de mais dois milagres adicionais permitiu ao Papa João XXIII canonizar o frade em 9 de dezembro de 1962.